# Nadverbilledet i Haderslev Domkirke
På en plads i Haderslev Domkirke (Haderslev vor Frue), i det søndre sideskib, højt oppe på sideskibets østvæg, hænger et 165 x 125 cm nadvermaleri, olie på træ. 

## Nadverbilledets historie
Dette maleri stammer fra kirkens forrige, i året 1641, opsatte 2-etagers søjlealtertavle, skænket af amtsskriver Claus Knudsen Meyland og hustru Cathrina, født Heinemarck. 
Denne altertavle er næsten gået til grunde, men bevaret er altså fra storfeltet maleriet, forestillende nadverens indstiftelse, i det fra talrige altertavler kendte skema, der går tilbage til Peter Candid's billede, kendt og udbredt gennem Jan Sadeler's berømte stik. Desværre eksisterer det originale forlæg ved Peter Candid ikke mere, men det omtalte stik i flere udgaver er heldigvis gengivet mange steder. 
Peter Candid ca. 1548 – 1628, er også kendt under navnet Pieter de Witte.
Fotografiet her på siden af nadverbilledet, øverst til højre (i farver), er optaget i foråret 2006 i Haderslev Domkirke.
På billedet kan umiddelbart genkendes Jesus og ved hans venstre skulder apostlen Johannes. I forgrunden genkedes Judas tydeligt, med rødt hår, rød kofte og pung. Figuren ved Jesu højre side forestiller angiveligt apostlen Peter. Vi er i Matthæusevangeliets kapitel 26, vers 20 – 25, hvor der står: Da det blev aften, satte han sig til bords med de tolv. Og mens de spiste, sagde han: »Sandelig siger jeg jer: En af jer vil forråde mig. De blev meget bedrøvede og begyndte én efter én at spørge ham: »Det er vel ikke mig, Herre?« Han svarede dem: »Det er ham, som med hånden dyppede i fadet sammen med mig, der vil forråde mig. Menneskesønnen går bort, som der står skrevet om ham, men ve det menneske, som Menneskesønnen forrådes af. Det var bedre for det menneske, om det aldrig var født.« Judas, som forrådte ham, spurgte: »Det er vel ikke mig, Rabbi?« Han svarede ham: »Du sagde det selv.«. 
Eksemplaret i Haderslev Domkirke hører vel ikke til blandt de største kunstværker, men det er et rigigt godt eksempel på et billede afledt af Peter Candids nadvermotiv. Højde- og breddeforhold samt figurernes placering omkring bordet og i forhold til Jesus går igen mange steder. Ligeledes er Johannes i langt de fleste tilfælde malet uden skæg og med hovedet hvilende på Jesu venstre skulder. Også fadets placering med påskelammet går igen. Derimod kan interiøret veksle meget, således at man vil se både forskellig for- og baggrund. Nogle steder søjler og andre steder stofforhæng. Også kalkens og brødenes placering og tilstedeværelse på bordet ændrer sig. Disse varianter må tilskrives den lokale kunstner/malers frihed. I nogle tilfælde spejlvendes motivet, uvist af hvilken årsag. Trods skiftende kunstnerisk kvalitet kan siges, at motivet i sin helhed udstråler en enkelhed, balance og kompositorisk renhed, der viser hen til, at det originale (bortkomne) maleri, må have været et fortræffeligt billede.
Billedet i Domkirken kan være malet af en lokal Haderslev-håndværker kaldet "Andres-maler". Under alle omstændigheder er det noteret, at har han været involveret i en reparation af maleriet. Det har ikke været muligt at finde nærmere oplysninger om den lokale maler, men det har i denne sammenhæng heller ikke højeste prioritet.
Umiddelbart under fotoet af nadverbilledet i Haderslev her til højre, vises et foto af dets forlæg, nemlig Jan Sadelers stik, senest fra 1598, udført efter Peter Candid's (bortkomne) maleri. Under stikket er anført teksten fra Lukasevangeliets kapitel 22, vers 15 ff i oversættelse: og han sagde til dem: »Jeg har længtes meget efter at spise dette påskemåltid sammen med jer, før jeg skal lide, for jeg siger jer: Jeg skal aldrig mere spise det, før det fuldendes i Guds rige.« Stikket er et af de mest kopierede nadverbilleder her i landet, og resultaterne kan i vort område ses i mere eller mindre heldige udførelser fra Tórshavn i nord og til Flensborg i syd. Senere i denne fremstilling vil nogle eksempler og sammenligninger blive fremdraget.
Som nævnt eksisterer Peter Candids maleri af nadveren ikke mere. Ej heller kendes værkets tilblivelsesår, men det må jo i sagens natur være ældre end stikket fra 1598. Bevaret er dog et andet nadvermaleri fra hans hånd, nemlig et lille aflangt maleri fra 1595, der forefindes i Augsburg S. Ulrichs kirke på altertavlen i S. Benedikts kapel. Dette billede har ikke så stor interesse i denne sammenhæng, da billedkompositionen adskiller sig markant fra Haderslev-billedet. Visse steder tales om at Peter Candid i alt skulle have malet 3 nadver-billeder.

## Sammenligning med tre varianter (billedeksempler) af nadvermalerier efter Candid.
- 1. Nadvermaleri tidligere i Odense S. Knuds Kirke
- 2. Nadvermaleri i kirken i Thorshavn, Færøerne
- 3. Nadverbillede over alter i Flensborg S. Maria

## Omtale af de tre varianter.
1. Det første eksempel herover er et nadvermaleri tilskrevet maleren Hans Schütte 270 x 259 cm. Billedet var indsat i det tidligere alter i Sct. Knuds Kirke i Odense. [2] Denne fremstilling er tydeligvis også udført efter samme original som billedet i Haderslev Domkirke. Dette billede skulle efter det oplyste henstå på Fyns Kunstmuseum.[3] Farveholdningen domineres af højrødt i enkelte af apostlenes dragter og baggrundens draperi, kontrasteret med sort, brunt og gråt i det omgivende rum. Hertil kommer enkelte accenter af rosa (Kristi dragt), grønt, brunt, gult og gyldent på de øvrige figurer, på lysekronen samt på nadverbordets tilbehør. I nedre højre hjørne sekundær indskrift med hvidgul antikva på sort: "Kirkens gl. Altertavle blev bekostet af Henrik Gyldenstjerne til Skovsbo 1649". Billedet er restaureret 1962 af konservator Peder Hansen samt 1986 af Anne-Marie Haagh Christensen, Møntergården, men bærer præg af ældre istandsættelser og overmalinger.
2. Herefter vises som det næste eksempel samme motiv fra Domkirken i Thorshavn, Færøerne. Som det første bemærker man en afvigelse, nemlig Johannes tilsyneladende siddende ved Jesu højre skulder, men en nærmere granskning viser dog, at billedet simpelthen er spejlvendt i forhold til det kendte stik af Johan Sadeler. Billedet er en del af altertavlen fra 1647 der er ophængt på skibets nordvæg. Inskription: »Gud Allermechtigste Hans Hellige Ord och Sacramenter Till Ære och denne Sted til Zirat Haffuer Hans Sevrensen fordum Kiøbmand her paa Færø forærit denne Altertaffle til Torshaffns Kierche 1647«. Den er ret enkelt arbejde i senrenæssance med storfelt flankeret af degenererede pilastre, postamentfelt og et lille topstykke. Den er i 1961 istandsat af Ernst og Holmer Trier i samarbejde med den stedlige maler Fraser Eysturoy. Maleriet måler 100 x 100 cm. Som et kuriosum kan nævnes at altertavlen har været udlånt til filmen Barbara, der havde premiere i 1997. Motivet er også anvendt på et Færøsk frimærke.
3. Det sidste billede stammer fra Flensborg S. Maria, hvor nadverbilledet utvilsomt har den absolut bedste placering, nemlig som en del af kirkens pragtfulde hovedalter fra 1598. Dette billede er retvendt og i denne version genkendes igen både Jesus, Johannes og Judas uden besvær. I denne udgave bærer Judas gul kofte og der er også variationer såvel i forgrund som baggrund. Bemærk f.eks. det lille bord med brødene og kassen med vin.

## Eksterne links
1. ↑  Om Jan I Sadeler på Artcyclopedia
2. ↑  Hjemmeside for Sct. Knuds Kirke i Odense Arkiveret 21. juli 2006 hos  Wayback Machine, Odense Domkirke
3. ↑  "Fyns Kunstmuseum". Arkiveret fra originalen 7. september 2006. Hentet 10. september 2006.